# Hôtel Moskva (Moscou)
Pour les articles homonymes, voir Hôtel Moskva.
L'hôtel Moskva (ce qui signifie « Moscou » en russe) est un hôtel situé à Moscou en Russie.

## Localisation
L'hôtel se trouve à l'angle de la place du Manège et de la place de la Révolution, tout près de la Place Rouge, du Kremlin, du théâtre du Bolchoï et de l'ancienne Douma municipale (devenue le « musée Lénine »).

## Histoire
Le projet fut d'abord été lancé dans les années 1920 par le gouvernement de l'URSS de l'époque. Sa réalisation incomba aux architectes Alexeï Chtchoussev, Stapran et Saveliev au début des années 1930. Celui-ci présenta à Staline deux propositions de façade, dessinées sur une même page, dans le but qu'il en choisît une. Selon une légende, le « Petit père des peuples » apposa simplement sa signature sur la feuille, entre les deux propositions de façade. L'architecte, n'osant pas demander à Staline d'expliciter son choix, fit construire entre 1933 et 1935, les deux façades de manière conjointe : sur la gauche de grandes fenêtres décorées de colonnes, sur la droite de petites ouvertures assez sobres. L'hôtel ouvrit le 20 décembre 1935,.
En 2002, l'hôtel est entièrement reconstruit et modernisé mais la façade est conservée. En 2014, il rouvre sous le nom « Four Seasons Hotel Moscow » avec 180 chambres (dont une suite royale et une suite présidentielle) et un spa.